# The Chamber Music Society of Lincoln Center

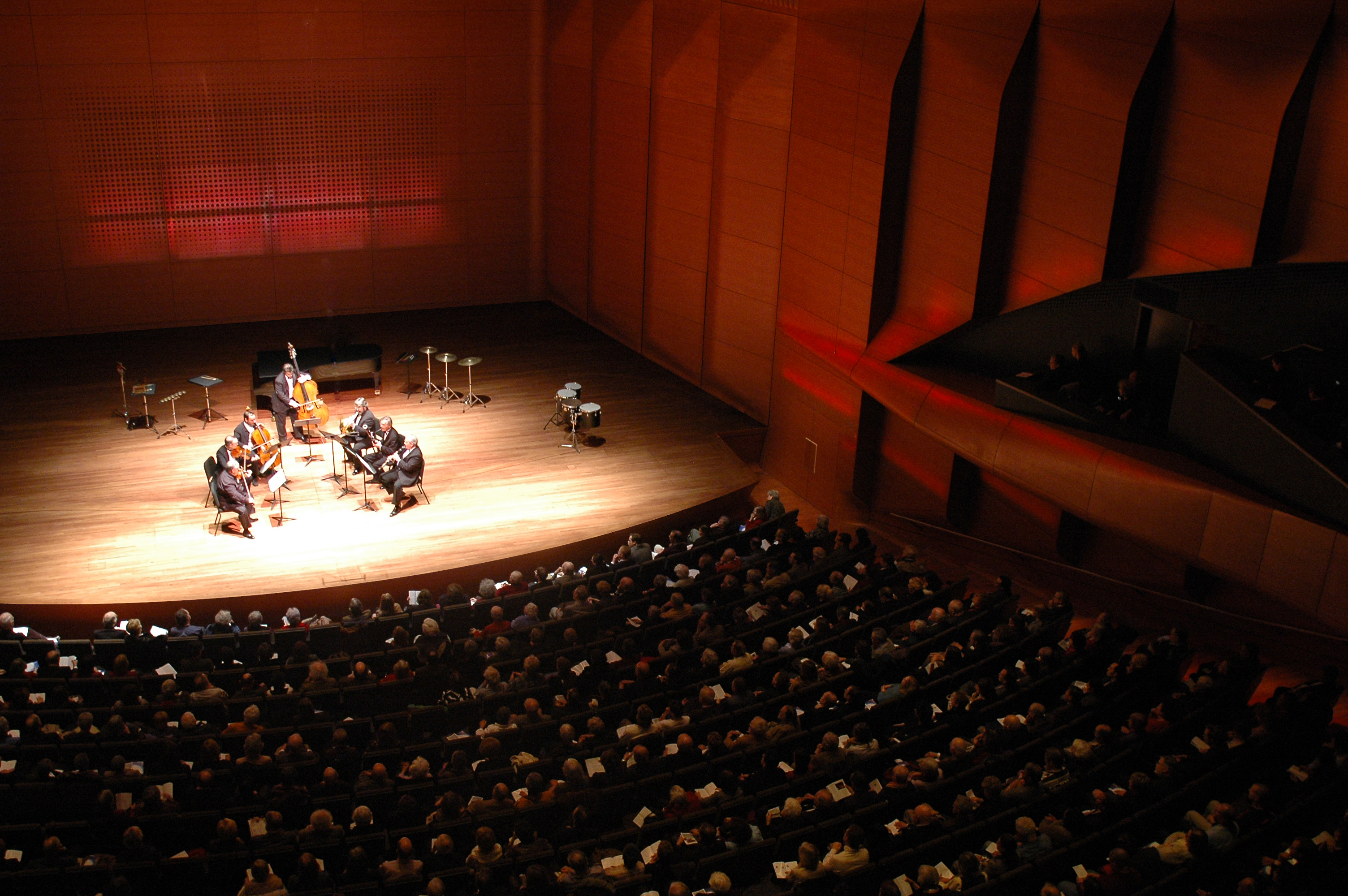
Artistas de la Sociedad de Música de Cámara actuando en Alice Tully Hall. Foto de Tristán Cook.

The Chamber Music Society of Lincoln Center (La Sociedad de Música de Cámara del Lincoln Center) (CMS por sus siglas en inglés) es una organización estadounidense dedicada a la promoción e interpretación de la música de cámara.
La CMS es uno de los doce componentes de The Lincoln Center for the Performing Arts en la ciudad de Nueva York, el complejo más grande de artes interpretativas en el mundo. Su sede es el Alice Tully Hall en el mencionado Lincoln Center, y sus actividades incluyen la enseñanza, presentaciones, grabaciones y transmisiones de música.
El elenco de la sociedad incluye a 35 artistas ejecutantes, a los cuales se les añade ocasionalmente artistas invitados.
Los directores de esta organización son David Finckel y Wu Han. El director fundador fue Charles Wadsworth (1969-1989); sus anteriores directores incluyen a Fred Sherry (1989-1993) y David Shifrin (1993-2004).